# Dicladocerus vulgaris
Dicladocerus vulgaris är en stekelart som beskrevs av Yoshimoto 1976. Dicladocerus vulgaris ingår i släktet Dicladocerus och familjen finglanssteklar. Inga underarter finns listade i Catalogue of Life.